# Lautavaara
Lautavaara är en kulle i Finland. Den ligger i Rovaniemi i landskapet Lappland, i den norra delen av landet, 700 km norr om huvudstaden Helsingfors. Toppen på Lautavaara är 219 meter över havet.
Terrängen runt Lautavaara är huvudsakligen platt. Runt Lautavaara är det mycket glesbefolkat, med 2 invånare per kvadratkilometer.